# H (canção)
H é o 26º single da cantora Ayumi Hamasaki, lançado em 24 de julho de 2002. O single incluiu três A-sides, esse single foi lançado com quatro capas diferentes aonde só se mudava a cor da borda em; branco, rosa, azul e verde, para comemorar a marca de um milhão de copias em vendidas, o single foi relançado como uma edição limitada especial em 7 de novembro de 2002 no formato digipak com as quartos capas e um disco de ouro. O single estreou em 1º lugar na Oricon e ficou por 24 semanas vendendo 1.012.544 cópias e foi certificado Million pela RIAJ, foi o single mais vendido de 2002 no Japão e o único a vender mais de um milhão de cópias naquele ano.

## Informação
Não foram gravados vídeos clipes para nenhuma das músicas, elas só foram promovidas através de comerciais de televisão e através de vários produtos. A música "independent" foi utilizada como tema do campeonato de basebol da TV Nippon Television Network. A música "July 1st" foi usada com tema musical em comerciais para promover cosméticos kosé "visée" e a música "HANABI" foi usada em um comercial para promover a celulares TU-KA  modelo "funstyle". Todas as músicas foram escritas por Ayumi e foram compostas por ela junto com DAI.

## Faixas
| N.º | Título                       | Duração |  |
| 1.  | "independent"                | 4:57    |  |
| 2.  | "July 1st"                   | 4:19    |  |
| 3.  | "HANABI"                     | 4:52    |  |
| 4.  | "independent (instrumental)" | 4:56    |  |
| 5.  | "July 1st (instrumental)"    | 4:22    |  |
| 6.  | "HANABI (instrumental)"      | 4:52    |  |

## Oricon & Vendas
| Parada                           | Posição | Total de Vendas | Semanas |
| -------------------------------- | ------- | --------------- | ------- |
| Oricon Parada Diária de Singles  | 1       | 1.012.544       | 24      |
| Oricon Parada Semanal de Singles | 1       | 1.012.544       | 24      |
| Oricon Parada Anual de Singles   | 1       | 1.012.544       | 24      |